# Lleis Liciniae-Sextiae
Les lleis Liciniae-Sextiae proposades pels tribuns Caius Licinius i Lucius Sextius, que van establir l'abolició dels tribuns amb potestat consular a l'antiga Roma. Ordenava que els tribuns militars fossin nomenats pels cònsols en lloc de pels comicis, i que almenys un dels tribuns fos plebeu. Com que la van presentar a aprovació els tribuns de la plebs Gai Licini Estoló i Luci Sexti Sextí Laterà, va ser coneguda també com la llei Licinia Sextia de magistratibus.
D'acord amb aquestes lleis, els plebeus podrien ser també sacerdots al col·legi dels Decemvirs Sagrats, un dels grans col·legis sacerdotals juntament amb el dels Pontífexs i el dels Àugurs. Els plebeus podrien també pasturar el seu bestiar als terrenys comunals, i que ningú podria usar aquests terrenys de pastura comuns (Ager publicus) amb ramats de més de cent bous o de cinc-cents moltons; cap parcel·la cedida a títol d'ocupació podria excedir de cinc-centes jugades (126 hectàrees); els propietaris de terres estaven obligats a fer servir sempre treballadors lliures en nombre proporcional als esclaus, i els interessos pagats pels pagesos serien imputats a capital, podent-se pagar la resta en determinats terminis.
L'aprovació d'aquestes lleis es va produir l'any 367 aC i van suposar de fet l'abolició del patriciat, l'equiparació legal dels plebeus i patricis en gairebé tots els aspectes, amb l'excepció de l'accés a dos col·legis sacerdotals i algunes funcions menors que van seguir reservats als patricis.
Els cònsols van perdre algunes atribucions:
- Les funcions judicials van ser atribuïdes a un Pretor, que seria patrici.
- Els assumptes de mercats, policia i festes cíviques, van ser atribuïdes als edils curuls, càrrec en principi reservat als patricis, però al que aviat van tenir accés els plebeus.

Ja un any abans d'aquestes lleis, el 368 aC, es va establir que un plebeu podia exercir el comandament de la cavalleria.
Les lleis van obrir la porta a molts càrrecs als plebeus: des del 356 aC els plebeus van poder accedir a la Dictadura. Van tenir accés a la censura civil el 351 aC, i a la pretura l'any 283 aC. En un moment indeterminat es va establir que un dels dos censors seria necessàriament plebeu.
L'any 339 aC el Senat va perdre el dret a ratificar o rebutjar les lleis votades en el comicis centuriats segons la llei Publilia de legibus. El 300 aC els plebeus van obtenir l'accés al Col·legi de Pontífexs, que va augmentar a vuit el nombre dels seus components, i al Col·legi d'Àugurs que van passar a nou, amb un nombre de llocs equivalent entre patricis i plebeus.
L'únic privilegi que van conservar els patricis era el vot en primer lloc en el Comicis Centuriats, i s'acostumava a donar el cas que el sentit dels primers vots generalment arrossegava als següents.